# Ascensor Espíritu Santo
El ascensor Espíritu Santo es uno de los 16 ascensores que existen en la ciudad de Valparaíso, Chile. Inaugurado el 24 de diciembre de 1911, conecta el plan de la ciudad con el cerro Bellavista, además de comunicar con el Museo a Cielo Abierto desde la calle Aldunate en la Plaza Victoria. Fue declarado Monumento Nacional de Chile, en la categoría de Monumento Histórico, mediante el Decreto Exento n.º 866, del 1 de septiembre de 1998.

## Historia

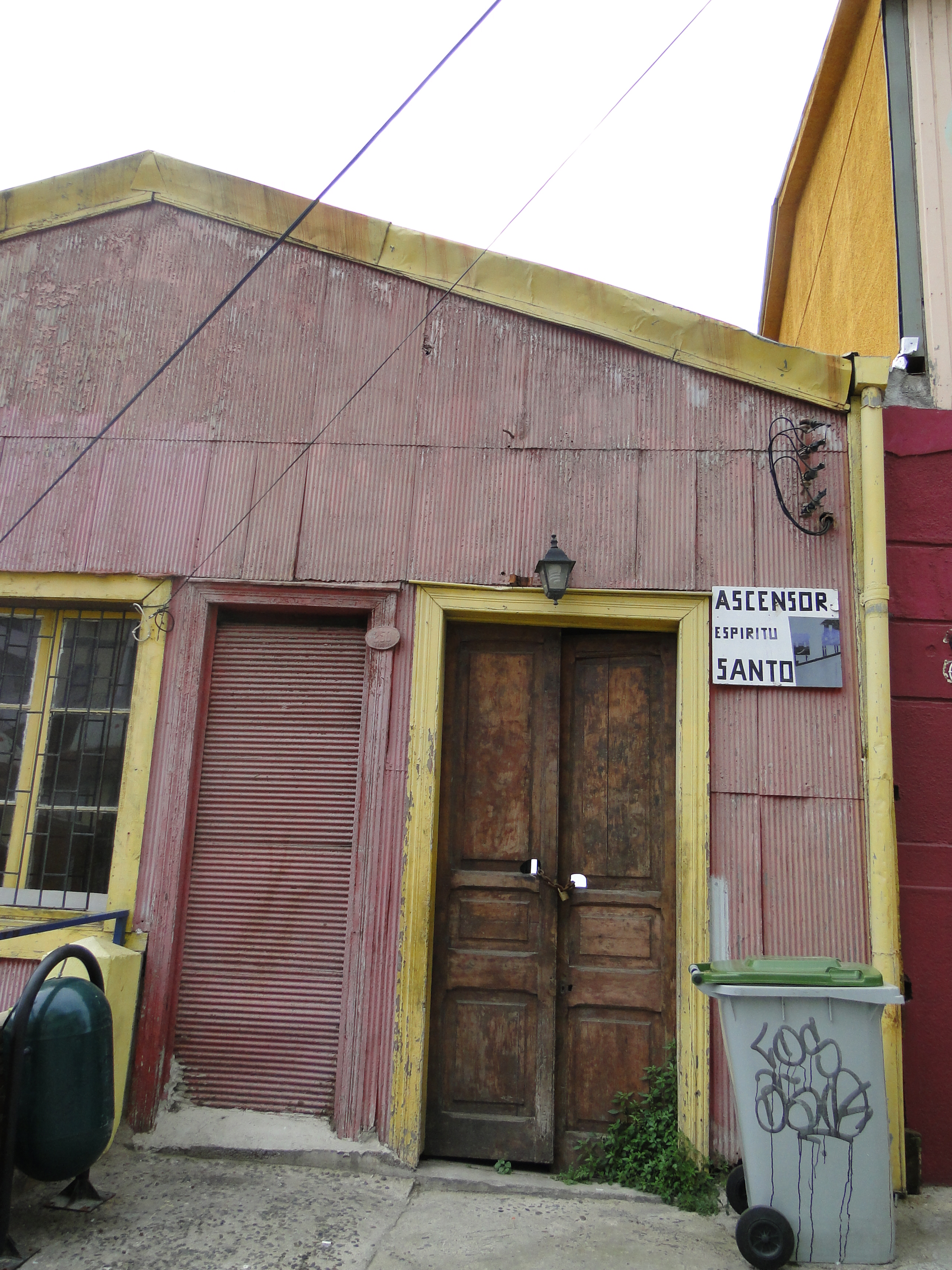
Entrada superior del ascensor, en la calle Rudolph, perteneciente al cerro Bellavista.

El ascensor Espíritu Santo fue inaugurado el 11 de septiembre de 1911, tras haber sido construido por Federico Page. Lleva ese nombre debido a su cercanía con la extinta iglesia del Espíritu Santo, demolida en 1972.
En agosto de 2010 se anunció que el ascensor dejaría de funcionar por problemas económicos y operativos el día 30 del mismo mes. Como consecuencia, los vecinos iniciaron una protesta pacífica para no perder otro histórico ascensor. Se dijo que el alcalde había hecho gestiones para detener la clausura de Espíritu Santo, pero dos días después de este anuncio, el 1 de septiembre de 2010, el ascensor no volvió a abrir.
A partir de 2012, su mantención se encuentra a cargo del Gobierno chileno, que adquirió el funicular junto a otros nueve con el fin de restaurarlos y ponerlos en funcionamiento nuevamente.
En junio de 2014, reabrió su puertas después de estar cinco años sin funcionamiento por presentar problemas en su motor y rodaje, proceso de restauración que contempló una inversión de 50 millones de pesos.

## Descripción
Su estación inferior se localiza en la calle Aldunate 1566, a una cuadra del cerro Bellavista desde la Plaza Victoria y equidistante a la calle Condell. Su estación superior da lugar a la calle Rudolph. Sus rieles están asentados en el mismo cerro, asegurados mediante traviesas.
El largo total de la trama vertical es de 40 metros y llega a una cota de 30 metros de altura, con una pendiente de 44,4 grados y un desnivel de 46 metros. La capacidad es para 10 personas y el recorrido total es el más rápido de los ascensores de Valparaíso: 25 segundos. El terreno ocupado por la pendiente es de 380 m², mientras que el terreno plano es de 80 m². La estación superior ocupa 260 m² y la inferior 30 m².